# Boule de sable du pays Nantais
La boule de sable du Pays Nantais est un jeu de boules qui n’est plus pratiquée aujourd’hui que sur la commune de Saint-Sébastien-sur-Loire en Loire-Atlantique, dans la région des Pays de la Loire.
Le jeu de la boule de sable du Pays Nantais est inscrit à l’Inventaire du patrimoine culturel immatériel en France.

## Historique
La boule de sable du Pays Nantais est une variante du jeu de la boule de sable. Elles ont toutes deux la même origine, à savoir qu’elles seraient apparues grâce aux « tuffeliers », ces navigateurs transportant sur la Loire du tuffeau. Ils jouaient à la boule de sable sur les berges du fleuve. 
Cette pratique se révéla typique de Saint-Sébastien-sur-Loire entre les années 1950 et les années 1980. Elle était également répandue aux alentours, comme à Rezé, la Haie-Fouassière ou encore Vertou. Puis peu à peu, le jeu se perdit, pour réapparaitre depuis quelques années seulement. 

## Règles du jeu
L’aire de jeu de la boule de sable du Pays Nantais s’étend sur 11 mètres de long sur 2 mètres de large. Elle est recouverte d’une couche de 80 centimètres de sable de la Loire, ratissé avant chaque partie.  
Si auparavant, la boule de sable du Pays Nantais se jouait avec des cubes, le jeu se pratique aujourd’hui avec des boules en bois et un « petit ». Chaque joueur possède deux boules, de 12 centimètres de diamètre et d’environ 1 kilo. Les boules sont noires, certaines avec des motifs pour distinguer les équipes.
Le but du jeu est bien sûr de rapprocher ses boules au plus près du petit, et cela en lançant ou en faisant rouler sa boule. 
Les parties se déroulent en 15 points gagnants dans les triplettes et 11 points dans les doublettes. 